# Parangitia grisescens
Parangitia grisescens là một loài bướm đêm trong họ Noctuidae.